# Herbert Christian Nagel
Herbert Christian Nagel (* 3. November 1924 in Oberhausen-Sterkrade; † 13. Juli 2016) war ein deutscher Autor, der vor allem durch seine Westernromane bekannt wurde.

## Leben
Nagel schrieb während des Zweiten Weltkrieges neben seinem eigentlichen Militärdienst als Korrespondent für die Wehrmachts-Zeitschrift "Die Südfront". Sein Freund Gert Fritz Unger, der bekannteste Wildwest-Schriftsteller der Bundesrepublik, brachte ihn in Kontakt mit diesem Genre. Nagel schrieb daraufhin ab den 1950ern unter wechselnden Pseudonymen und für verschiedene Verlage rund 250 Romane als Leihbücher, Romanhefte und Taschenbücher. Von 1984 bis 1985 erschien im Kelter-Verlag eine nur Nagel gewidmete Romanheftreihe. Darüber hinaus arbeitete er gelegentlich als journalistischer Autor für verschiedene Zeitungen und veröffentlichte im Rowohlt Verlag ein Sachbuch.
Nach eigenen Angaben bemühte Nagel sich stets, den Wilden Westen authentisch zu schildern. Ein verfälschtes Bild, alles Plakative, Klischeehafte und Schablonenartige versuchte er zu vermeiden. So sagte er bereits Mitte der 1960er Jahre: „In jedem meiner Romane versuche ich, bis auf den Grund einer historisch echten Darstellung vorzudringen. Der grandiose Stoff zwingt mich einfach dazu.“
Verwendete Pseudonyme: H. C. Nagel, H. C. Hollister, Steve C. Harding, Perkey S. Blane, Owen W. Krüger, Ted Milton, Ringo Traft, Jesse C. Vandenberg.
Im bürgerlichen Leben war Herbert Christian Nagel zunächst Pressesprecher der SPD in Gelsenkirchen und dann von Anfang der 1970er Jahre an Abteilungsleiter beim Presseamt der Stadt. In dieser Funktion wurde er im Jahr 1989 pensioniert.